# هنري ميلز
هنري ميلز (18 أغسطس 1847 - 13 أبريل 1915) (بالإنجليزية: Henry Mills)‏ هو لاعب كريكت بريطاني.